# Alessandro Quaroni
Alessandro Quaroni (* 1934 in Rom) ist ehemaliger italienischer Diplomat und Ritter des Souveränen Malteserordens, den er seit 2006 als Botschafter in Österreich vertritt.
Alessandro Quaroni wurde 1934 als Sohn des italienischen Diplomaten Pietro Quaroni in Rom geboren. Er führt einen Doktortitel. Ab 1958 wurde er selbst tätig im diplomatischen Dienst der italienischen Republik. Von 1958 bis November 2001 war er im italienischen Außenministerium beschäftigt. Während seiner diplomatischen Karriere war er unter anderem von 1987 bis 1992 italienischer Botschafter in Österreich, von 1994 bis 1998 italienischer Botschafter in der Volksrepublik China, sowie im Anschluss von 1998 bis 2001 italienischer Botschafter in Schweden. Im November 2001 ging Quaroni in den Ruhestand.
Seine diplomatischen Fertigkeiten stellte er nun dem Souveränen Malteserorden zur Verfügung. So wurde er im Januar 2002 Generalsekretär für Auswärtige Angelegenheiten des Ordens in Rom. Im Jahr 2006 löste er Gioacchino Malfatti di Montetretto als Botschafter des Ordens in Österreich ab.
Quaroni ist verheiratet und hat drei Kinder. Er spricht fließend Deutsch.

## Auszeichnungen
- 2002: Großkreuz des Verdienstordens der Italienischen Republik
- 2012: Tiroler Adler-Orden in Gold